# Internazionali di Tennis di San Marino 1999
Gli Internazionali di Tennis di San Marino 1999 sono stati un torneo di tennis giocato sulla terra rossa. È stata la 12ª edizione degli Internazionali di Tennis di San Marino, che fanno parte della categoria International Series nell'ambito dell'ATP Tour 1999. Si sono giocati a San Marino nella Repubblica di San Marino, dal 9 al 15 agosto 1999.

## Campioni

### Singolare
Galo Blanco ha battuto in finale  Albert Portas con il punteggio di 4–6, 6–4, 6–3.

### Doppio
Lucas Arnold Ker /  Mariano Hood hanno battuto in finale  Petr Pála /  Pavel Vízner con il punteggio di 6–3, 6–2.